# Черепаново
Черепаново (рус. Черепаново) град је у Русији у Новосибирској области.

## Становништво
| 1939.  | 1959.  | 1970.  | 1979.  | 1989.  | 2002.  | 2010.  |
| ------ | ------ | ------ | ------ | ------ | ------ | ------ |
| 17.122 | 21.225 | 21.067 | 20.974 | 22.116 | 20.496 | 19.803 |